# Фред Фріт
Джеремі Уебстер "Фред" Фріт (народився 17 лютого 1949) - англійський композитор, мультиінструменталіст, імпровізатор.
Відомий своїми пошуками в гітарній музиці, Фріт вперше привернув до себе увагу як один із засновників англійської авангардної рок-групи Henry Cow. Також він грав у гуртах Art Bears, Massacre і Skeleton Crew. Співправцював із багатьма музикантами, серед яких Браян Іно, Джон Зорн, Роберт Ваятт, Derek Bailey, the Residents, Lol Coxhill, Mike Patton, Lars Hollmer, Bill Laswell, Iva Bittová, Jad Fair, Kramer, the ARTE Quartett, Bob Ostertag.
На його рахунку є декілька довгих робіт, в тому числі Traffic Continues (написав 1996 року, 1998 року зіграв разом із Ensemble Modern) і Freedom in Fragments (написано 1993 року, а 1999 року зіграно Rova Saxophone Quartet). Фріт самостійно грає більшість своєї музики. Також він випустив безліч альбомів для інших музикантів, в тому числі для Curlew, the Muffins, Etron Fou Leloublan, Orthotonics.
Ніколас Гумберт та Вернер Пенцель зняли 1990 року документальний фільм Step Across the Border, Фріт є його ключовою фігурою і автором музики. Він також з'являється в канадському документальному фільмі Act of God про метафізичні наслідки удару блискавки. Фріт публікувався у низці музичних видань, наприклад, New Musical Express і Trouser Press. Кар'єра Фріта налічує вже понад чотири десятиліття, він так чи інакше фігурує у більш ніж 400 музичних альбомів, провів чимало імпровізованих воркшопів у різних країнах. Він як і раніше активно працює по всьому світу.
Зараз Фріт професор композиції в музичному відділі коледжу Міллс в Окленді, штат Каліфорнія. Живе у Сполучених Штатах разом з дружиною, німецьким фотографом Гайке Лісс, і дітьми, Фінн Лісс (1991 р.н.) і Лючією Лісс (1994 р.н.).
2008 року Фріта було вдостоєно премії Деметріо Стратоса за кар'єрні досягнення в галузі експериментальної музики. Премію започатковано 2005 року на честь засновника італійської групи Area, експериментального вокаліста Стратоса, який помер 1979 року. У 2010 році Фріт отримав почесний докторський ступінь від університету Гаддерсфілда в Західному Йоркширі на знак визнання Англією його внеску в музику. Фріт - брат Саймона Фріта, музичного критика й соціолога, а також Кріса Фріта, психолога в Університетському коледжі Лондона.